# Antoni Różański

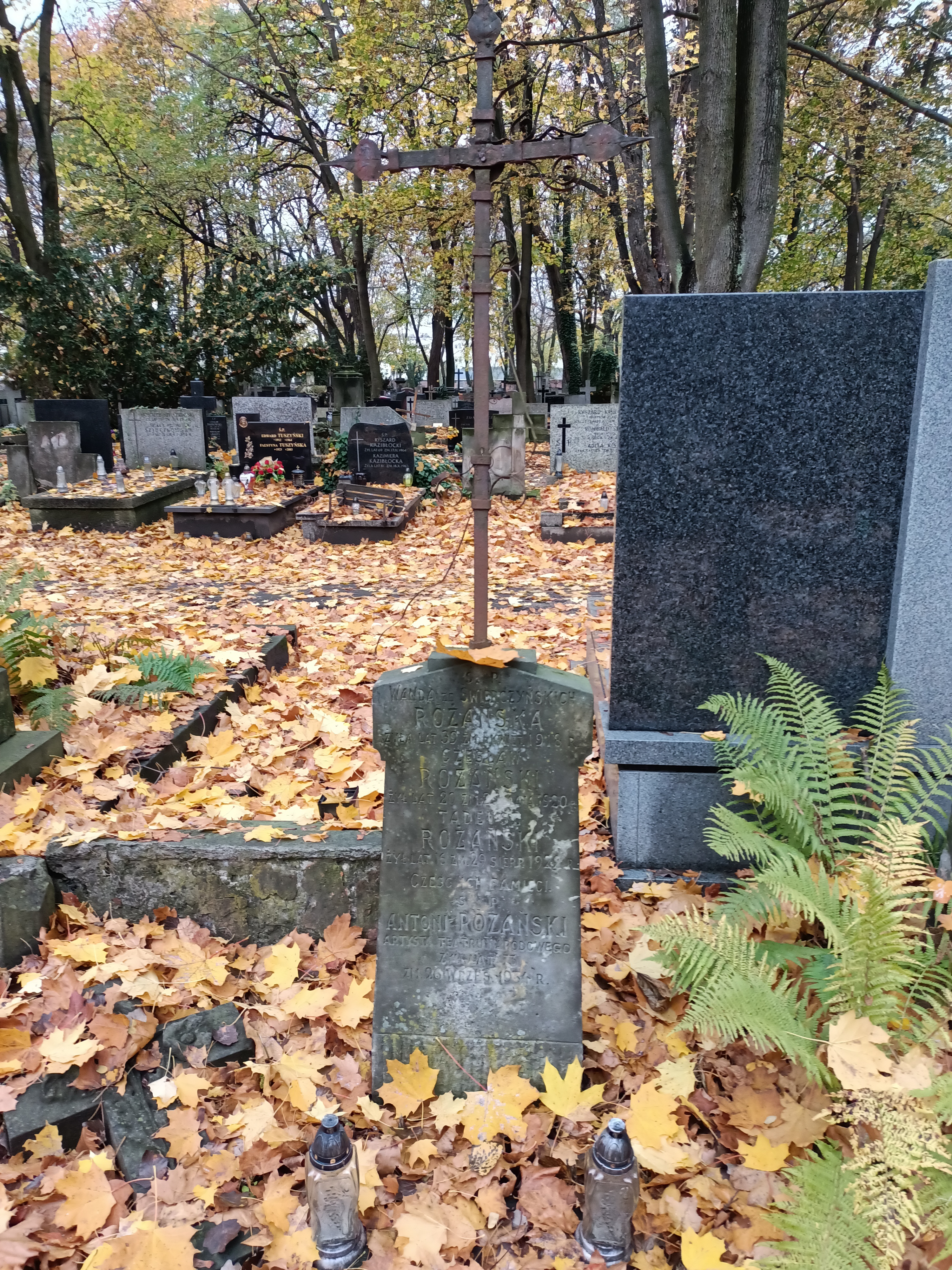
Grób Antoniego Różańskiego na Cmentarzu Powązkowskim

Antoni Różański (ur. 10 czerwca 1862 w Guzowie, zm. 26 września 1934 w Warszawie) – aktor teatralny i filmowy, reżyser teatralny.

## Życiorys
Był synem Augusta (zm. 1883) i Franciszki z Sułkowskich. Pochodził z rodziny ziemiańskiej herbu Poraj. Ojciec pracował jako wicedyrektor cukrowni. Gimnazjum Różański ukończył w Warszawie. Następnie kształcił się w kierunkach agronomicznych, kończąc Instytut Gospodarstwa Wiejskiego i Leśnictwa w Puławach. Na scenie teatralnej zadebiutował w 1882 w Tarnowie w zespole Piotra Woźniakowskiego, gdzie zagrał Rafaela w spektaklu Kobiety z kamienia. Wkrótce przerwał występy i od jesieni 1883 zajmował się rolnictwem w odziedziczonym po ojcu majątku.
Na scenę powrócił jesienią 1888. W 1888–1893 grywał w różnych zespołach teatralnych. Występował najprawdopodobniej w Łowiczu u Karola Kremskiego i Józefa Szladera (1888, 1891, 1893), Warszawie (1889, teatr ogrodowy „Promenada”). Następnie związał się z trupą Marii Filippi-Jóźwiakowskiej, grywając w Lublinie (1890), Radomiu (1890, 1893); oraz Kazimierza i Stanisława Sarnowskich w Łomży i Siedlcach (1891). W 1893–1906 pracował jako aktor i reżyser stałej sceny teatralnej w Łodzi. W maju 1906 przeniósł się do Warszawy, aby podjąć pracę w teatrze przy Filharmonii. Jednak już 10 lipca tego samego roku dołączył do zespołu dramatycznego Warszawskich Teatrów Rządowych (do 1917). Dzięki współpracy z zespołem objazdowym Stanisława Knake-Zawadzkiego (np. Radom 1914) zadebiutował w filmie (Sąd Boży, 1911). W niepodległej Polsce związany z zespołem Teatru Narodowego (1918–1926). W 1924 w lokalu Związku Artystów Scen Polskich obchodził benefis z okazji 40-lecia pracy aktorskiej.
21 września 1898 w kościele Podwyższenia św. Krzyża w Łodzi ożenił się z Wandą Świerczyńską (1879–1918), córką Wojciecha i Antoniny ze Skuraszewskich. Małżeństwo doczekało się dwojga dzieci, z których syn Czesław (1900–1920) również został aktorem.
Został pochowany na Cmentarzu Powązkowskim w Warszawie (kw. 310, rz. 5, m. 23/24).

## Filmografia
- Sąd Boży (1911) – dziad
- Zemsta spoza grobu (1913)
- Nie damy ziemi, skąd nasz ród (1920)
- Dla ciebie, Polsko (1920) – dziedzic Marcin Oksza, powstaniec z 1863
- Tragedia Rosji i jej trzy epoki (1921)
- Ziemia obiecana (1927) - Adam Borowiecki, ojciec Karola
- Zew morza (1927) – młynarz
- Pan Tadeusz (1928) – ksiądz Kołłątaj
- Policmajster Tagiejew (1929) – Horski
- Grzeszna miłość (1929)